# Pavel Haas
Pour les articles homonymes, voir Haas.
Pavel Haas (né le 21 juin 1899 à Brünn, mort le 17 octobre 1944 à Auschwitz) est un compositeur tchèque juif. 

## Biographie
Pavel Haas est juif et a reçu sa première véritable éducation musicale à 14 ans à Brünn puis de 1919 à 1921, il a étudié la composition au Conservatoire de Brünn avec Jan Kunc et Vilém Petrželka et ensuite deux années à l'école de musique de Leoš Janáček.
Assez critique vis-à-vis de lui-même, Haas a accordé un opus à seulement 18 des 50 œuvres qu'il a composées en vingt ans, les considérant comme achevées. Alors qu'il travaillait encore dans le commerce de son père, il a écrit des œuvres de toutes sortes :  des œuvres symphoniques, de la musique pour piano, des œuvres chorales, des Lieder, de la musique de chambre, de la musique de film et de scène ainsi qu'un opéra Scharlatan. Sa musique, qui plonge ses racines en Bohême et en Moravie, est parfois colorée de mélodies hébraïques.
En décembre 1941, Haas est déporté au camp-ghetto de Theresienstadt. Il y a composé au moins huit œuvres, dont les Quatre Lieder d'après des poésies chinoises (Vier Lieder nach Worten chinesischer Poesie) et son Étude pour orchestre à cordes. Des extraits de cette Étude, dirigée par Karel Ančerl, figurent dans le film de propagande nazi Theresienstadt réalisé sur l'ordre des nazis par Kurt Gerron. Pavel Haas a été gazé un jour après son arrivée au camp d'Auschwitz en octobre 1944.
Sa grande  Symphonie reste inachevée. Elle a été complétée en 1994 par Zdeněk Zouhar en respectant son style.
Il est le frère de l'acteur, producteur, réalisateur et scénariste Hugo Haas (1901-1968).